# AOL Sessions Undercover-EP
AOL Sessions Undercover - EP är en EP av det amerikanska alternativ rock-bandet The Red Jumpsuit Apparatus som utgavs 13 mars 2007. Låtarna är till största del akustiska, men tekniskt sett är den en live-EP. Den innehåller den enda riktigt akustiska versionen av "Your Guardian Angel", till skillnad från "The Acoustic Song" på The Red Jumpsuit Apparatus.

## Låtlista
1. "Outside" (Staind-cover) (live) - 4:29
2. "Face Down" (live) - 3:01
3. "Your Guardian Angel" (live) - 3:38